# Robert Zubrin
Pour les articles homonymes, voir Robert et Zubrin.
 (mars 2025).
Si vous disposez d'ouvrages ou d'articles de référence ou si vous connaissez des sites web de qualité traitant du thème abordé ici, merci de compléter l'article en donnant les références utiles à sa vérifiabilité et en les liant à la section « Notes et références ».
Robert Zubrin, né le 9 avril 1952, est un ingénieur américain, expert en systèmes de propulsion spatiale.

## Biographie
Robert Zubrin né à New York dans le quartier de Brooklyn le 9 avril 1952. Ses parents sont descendants de Russes de confession juives qui ont immigré aux États-Unis.
Après avoir obtenu sa maîtrise à l'Université de Rochester, il devient ingénieur chez Martin Marietta puis Lockheed Martin lorsqu'il commence à s'intéresser au moyen d'envoyer un équipage humain vers Mars.
Il est à l'origine du concept de Mars Direct qui s'oppose à la vision de vaisseaux démesurés inspirée par Wernher von Braun.
À la tête de son entreprise, Pioneer Astronautics installée dans le Colorado, il développe des technologies spatiales, notamment pour la NASA.
Il a fondé la Mars Society, une organisation internationale encourageant l'exploration automatique et pilotée de Mars.
Zubrin expose son projet dans un livre intitulé The Case for Mars qui a été traduit en français sous le titre de Cap sur Mars. Zubrin a aussi écrit entre autres Entering Space: Creating a Spacefaring Civilization récemment mis en ligne en français sous le titre Au seuil de l'Univers par Cyberlibris. Il est à l'origine de nombreuses publications concernant le concept Mars Direct.

## Distinctions
En 2002, Zubrin se voit décerner le Robert A. Heinlein Memorial Award pour « l'œuvre d'une vie entièrement consacrée à l'avènement d'une civilisation spatiale libre et développée ». Il devient ainsi le 9e récipiendaire de cette récompense prestigieuse, accordée par la National Space Society américaine.

## Œuvres
- The Case for Mars, 1996. En français, Cap sur Mars, Éditions Goursau, 2004  (ISBN 2904105093)[1].
- Entering Space: Creating a Spacefaring Civilization, Éditions Tarcher Putnam, 1999. En français, Au seuil de l'Univers, Éditions Lulu.com, 2009  (ISBN 9781445206882).
- First Landing, 2001. En français, On a marché sur Mars, Éditions Presse de la Cité, 2006,  (ISBN 2258072301).
- Mars on Earth: The adventures of Space Pioneers in the High Arctic, Éditions Tarcher/Penguin, 2003.
- The Holy Land, 2003.
- Benedict Arnold: A Drama of the American Revolution in Five Acts, 2005.
- Energy Victory: Winning the War on Terror by Breaking Free of Oil, 2007.
- How to Live on Mars, 2008.
- Merchants of Despair: Radical Environmentalists, Criminal Pseudo-Scientists, and the Fatal Cult of Antihumanism, 2011.
- Mars Direct: Space Exploration, the Red Planet, and the Human Future, 2013.